# 狼の挽歌
『狼の挽歌』（おおかみのばんか、原題：Città violenta、英題：Violent City、米題：The Family）は、1970年公開のイタリア映画。セルジオ・ソリーマ監督、チャールズ・ブロンソン主演の犯罪アクション映画。音楽はエンニオ・モリコーネ。

## ストーリー
プロの殺し屋ジェフ・ヘストン（チャールズ・ブロンソン）と、愛人ヴァネッサ（ジル・アイアランド）は、ヴァージン諸島で休暇中、何者かに追跡される。ジェフは突然現れた雇い主であり富豪のクーガンに撃たれながらも、追っ手を皆殺しにし警察に捕まる。ヴァネッサは、クーガンと共にその場から逃走する。弁護士スティーブ（ウンベルト・オルシーニ）の助けもあり、刑期を終え放免されたジェフは、自分を襲ったクーガンとヴァネッサの行方を追いニューオーリンズに向かう。
ジェフは相棒キレイン（ミシェル・コンスタンタン）の情報から、クーガンがミシガンで行われるカーレースに出場することを知り、レース中のクーガンの車のタイヤを狙撃。車は激突炎上しクーガンは死ぬ。そして自分を裏切ったヴァネッサの居所を突き止めるが、結局彼女を許し、元の関係に戻る。
ヴァネッサと高飛びしようとするジェフに、クーガン狙撃の証拠写真が届けられる。写真は、表は大企業主、裏は犯罪組織のボス・ウェーバー（テリー・サバラス）によって撮られたものだった。ウェーバーはジェフの手腕を買っており、狙撃の証拠写真を元に、組織に入るように脅す。一匹狼のジェフはこれを断るが、ウェーバーの屋敷でヴァネッサがウェーバーの妻となっていたことを知る。ヴァネッサはジェフが刑務所に入っている間にウェーバーと結婚していたのだ。
スティーブは、ヴァネッサは危ない女だ、彼女からも今の危険な稼業からも手を引け、と忠告する。ジェフはヴァネッサの住む隠れ家へ向かい2度も自分を裏切ったヴァネッサを殺そうとするが許す。しかしウェーバーの雇った殺し屋にヴァネッサは襲われる。殺し屋はウェーバーに寝返ったキレインだった。ウェーバーは組織を乗っ取ろうとしているヴァネッサの動きを察知し、ヴァネッサを暗殺しようとしたのだった。
ヴァネッサの暗殺に成功したと思っていたウェーバーの元に二人は現れ、ジェフはヴァネッサに証拠写真のネガを処分させウェーバーを射殺する。しかし、ヴァネッサはこっそり写真を抜き取っており、共謀するスティーブとともにジェフと落ち合うはずのホテルを警察に通報する。ジェフはからくもその場から逃走する。
ついにウェーバーの未亡人として、その大組織を手にしたヴァネッサだったが、何度も自分を裏切った彼女と黒幕のスティーブをジェフは許さなかった。ウェーバーの巨大なビルの高層にある重役会議の場に向かう二人。そのガラス張りのエレベーターごしにスティーブをなぶるように狙撃し射殺。ヴァネッサは苦しまず死ぬことを請い、ジェフは一発でヴァネッサの額を打ち抜く。全てを終わらせ放心するジェフは若い警官に自らを射殺させる。

## 登場人物
ジェフ・ヘストン
演 - チャールズ・ブロンソン
殺し屋。満身創痍になっても銃撃をして相手を倒す胆力を持つ。
ウェーバー
演 - テリー・サバラス
犯罪組織のボス。表向きは大企業家。
ヴァネッサ・シェルトン
演 - ジル・アイアランド
ジェフの恋人。元はクーガンの女。他にも多数の男をたぶらかした魔性の女。
スティーブ
演 - ウンベルト・オルシーニ
弁護士。最初の依頼人がジェフだった。
キレイン
演 - ミシェル・コンスタンタン
ジェフの相棒。出所したジェフを迎える。
クーガン
ジェフを雇うがヴァネッサを取られた恨みなどから彼を裏切る。
クーガンの伯父
80歳。クーガンの依頼でジェフに殺害された。
牢の若者
400ドルの金を盗んで10年の懲役。
牢の老人
ジェフと若者と一緒の牢に老人。
空港の男
ジェフが空港にいたウェーバーの仲間たちに付きまとわれていたのを、話をはぐらかすためにたまたまそこにいたことで「代わりに会話をしていてくれ」という主旨の理由で利用された。

## キャスト
| 役名                   | 俳優                     | 日本語吹替                                 | 日本語吹替                                     |
| 役名                   | 俳優                     | NETテレビ版                                | TBS版                                          |
| ---------------------- | ------------------------ | ------------------------------------------ | ---------------------------------------------- |
| ジェフ・ヘストン       | チャールズ・ブロンソン   | 大塚周夫                                   | 大塚周夫                                       |
| ウェーバー             | テリー・サバラス         | 大平透                                     | 森山周一郎                                     |
| ヴァネッサ・シェルトン | ジル・アイアランド       | 武藤礼子                                   | 弥永和子                                       |
| スティーブ             | ウンベルト・オルシーニ   | 羽佐間道夫                                 | 堀勝之祐                                       |
| キレイン               | ミシェル・コンスタンタン | 小林清志                                   | 加藤精三                                       |
| クーガン               |                          | 細井重之                                   | 多田幸男                                       |
| クーガンの伯父         |                          | 真木恭介                                   | 石井敏郎                                       |
| コモ                   |                          | 木原征二郎                                 | 玄田哲章                                       |
| スキーニ               |                          | 相模太郎                                   | 郷里大輔                                       |
| 殺し屋                 |                          | 仲木隆司                                   | 広瀬正志                                       |
| 老婦人                 |                          | 沢田敏子                                   | みきさちこ                                     |
| トム                   |                          | 桑原たけし                                 | 田原アルノ                                     |
| 牢の若者               |                          | 徳丸完                                     | 大塚芳忠                                       |
| 牢の老人               | レイ・サンダース         | 上田敏也                                   | 石森達幸                                       |
| 空港の男               |                          | たてかべ和也                               |                                                |
| アナウンサー           |                          | 篠原大作                                   |                                                |
|                        |                          |                                            |                                                |
| 演出                   | 演出                     | 山田悦司                                   | 水本完                                         |
| 翻訳                   | 翻訳                     | 進藤光太                                   | 宇津木道子                                     |
| 調整                   | 調整                     |                                            | 中村修                                         |
| 効果                   | 効果                     |                                            | 南部満治 大橋勝次                              |
| 選曲                   | 選曲                     |                                            | 河合直                                         |
| 制作                   | 制作                     | グロービジョン                             | ザック・プロモーション                         |
| 解説                   | 解説                     | 淀川長治                                   | 荻昌弘                                         |
| 初回放送               | 初回放送                 | 1974年5月12日 『日曜洋画劇場』 21:00-22:55 | 1985年6月24日 『月曜ロードショー』 21:02-22:54 |

- NET版、TBS版の日本語吹替はBD収録

## エピソード
- 車幅ぎりぎりの曲がりくねった道を使った、フォード・マスタングによるカーチェイスは、同時代の有名な『ブリット』や『フレンチ・コネクション』のカーチェイスに劣らないと論評されている[1]。
- 最後のガラス張りエレベーターの狙撃シーンで、イタリア語版および日本でのテレビ放送版では、ジル・アイアランドなどの吹替音声が入っているが、英語版ではガラスを銃弾が打ち抜く音と、外の騒音だけで、ほとんど無音にしている。
- 国内版Blu-ray発売の際、DVD未収録だった『日曜洋画劇場』版に加え、当初は『月曜ロードショー』版に大塚周夫と森山周一郎を再起用して追加収録を敢行したものを収録する予定だったが、制作中にジェフ役の大塚が亡くなり追加収録が不可能となったことから中止となった[2]。